# 大田彝族苗族布依族乡
大田彝族苗族布依族乡是中华人民共和国贵州省毕节市金沙县下辖的一个民族乡。

## 行政区划
大田彝族苗族布依族乡下辖以下村级行政区划单位：
大田村、白泥村、龙坪村、幸福村、白坪村、新隆村、绿竹村和双合村。